# Мышляев, Лев Владимирович
Лев Владимирович Мышляев (12 февраля 1927, г. Вязники Владимирской обл. — 14 июля 1963, гора Чатын, Центральный Кавказ) — советский альпинист, мастер спорта СССР по альпинизму, призёр и четырёхкратный чемпион СССР по альпинизму, инструктор альпинизма, инженер, преподаватель, учёный, кандидат технических наук.

## Биография
Родился и провёл детство в Вязниках, семья жила на ул. Школьная, д. 12. Мать Надежда Венедиктовна училась в Петербурге, затем работала учителем в Вязниках, отец Владимир Васильевич закончил Вязниковский льнотехникум, работал в разных местах. У младшего Льва было две сестры: Фаина и Ольга, и брат Николай, у всех было высшее образование.
Учился в школе № 1 имени А. М. Горького. Любил математику и литературу. Со школьных лет занимался лыжами, футболом, гимнастикой, был чемпионом города по боксу. В годы войны учился и работал. Окончил школу с золотой медалью.
1944—1950 гг. — учёба в МВТУ имени Н. Э. Баумана.
1951—1955 гг. — аспирантура, защита диссертации.
За лекционную пропаганду среди молодёжи награждён Почётной грамотой ЦК ВЛКСМ.
С 1955 г. жил в Рязани и работал преподавателем в Рязанском радиотехническом институте. С 1960 г. — доцент кафедры «Теоретическая и техническая механика».
В 1961 году переехал в Москву, работал сначала в МВТУ имени Н. Э. Баумана, затем в Ступино.

В 1951 г. начал заниматься альпинизмом под руководством Анатолия Георгиевича Овчинникова. В 1956 г. присвоено звание «Мастер спорта СССР» по альпинизму (удостоверение от 26 ноября 1956 года), в 1963 г. — ЗМС. Входил в состав сборной СССР по альпинизму, защищал общество «Спартак» на внутрисоюзных соревнованиях. В качестве руководителя группы совершил траверсы массива Домбая, Шхельды, был первовосходителем на главный Домбай по северной стене, Чатын по каминам северной стены, на пик Вольной Испании, пик Свободной Кореи.
Лев успешно доказал, что его подъёмы в классе технически сложных восхождений лучшие в СССР. 

На альпинистском небосклоне появилась ещё одна звезда — Лев Мышляев.Ю. Б. Бурлаков. «Восходитель»

## Основные восхождения
- 1956 г. — Домбай-Ульген Главный по северной стене (5Б к. сл.) (вместе с А. Овчинниковым, В. Николаенко, Григоренко).
- 1957 г. — попытка пройти северо-западную стену Ушбы.
- 1958 г. — Ушба Южная по Центральному бастиону Среднего скального пояса северо-западной стены (5Б к. сл.), Центральный Кавказ — 1-е место[6] и золотые медали Чемпионата СССР по альпинизму в классе технически-сложных восхождений (вместе с В. Николаенко, ДСО «Буревестник»). Самое протяженное и отвесное на тот период восхождение свободным лазаньем, центральный бастион северо-западной стены пройден впервые[5], повторен в 1971 г.[7]
- 1959 г. — пик Вольной Испании, по восточной стене (5Б к. сл.) (вместе с О. Космачёвым, ДСО «Буревестник»).
- 1959 г. — Чатын Главный по ромбу северной стены (по каминам) (6А к. сл.) — 1-е место[6] и золотые медали Чемпионата СССР по альпинизму в классе технически-сложных восхождений (вместе с О. Космачёвым и А. Симоником, ДСО «Буревестник»). Восхождение по каминам свободным лазаньем в непогоду без применения крючьев[8]. Маршрут пройден впервые[5], повторен в 1970 г.[9]
- 1959 г. — Альпы, Швейцария, два стенных восхождения (3Б к. сл.).
- 1960 г. — Ушба Южная по левой части юго-западной стены, (6А к. сл.) (вместе с О. Космачёвым, ДСО «Буревестник»). Маршрут пройден впервые[5], повторен в 1984 г.[8]
- 1961 г. — пик Короны, 6-я башня, по северной стене (5Б к. сл.) Тянь-Шань, Алатау, Киргизия, (вместе с А. Глуховцевым, Б. Колосовым, Я. Фоменко, ДСО «Буревестник»).
- 1961 г. — пик Свободной Кореи по северной стене (5Б к. сл.), Тянь-Шань, Алатау, Киргизия, — 1-е место[6] и золотые медали Чемпионата СССР по альпинизму в классе технически-сложных восхождений (вместе с А. Глуховцевым, Б. Колосовым, Я. Фоменко, ДСО «Буревестник»). Маршрут пройден впервые, повторен в 1986 г.[10]
- 1961 г. — пик Экрен и пик Эгюий-дю-Миди, Западные Альпы, Франция (с А. Овчинниковым).
- 1962 г. — пик Талгар, западная стена (маршрут Снесарева), улучшено время прохождения до 4-х дней[7].
- 1962 г. — пик Революции по северо-восточной стене (5Б к. сл.), Центральный Памир — 1-е место[6] и золотые медали Чемпионата СССР по альпинизму в классе высотных восхождений (вместе с Б. Бароновым, В. Божуковым, А. Глуховцевым, Л. Киселёвым, С. Кудериным, Б. Коршуновым, Ю. Смирновым, ДСО «Буревестник»). Маршрут пройден впервые, повторен в 1979 г.[7]

## Обстоятельства гибели
Погиб 14 июля 1963 г. на г. Чатын (Чатын-Тау), Центральный Кавказ. Одновременно погибли Б. Колосов, Ю. Мельников, С. Кудерин, Б. Баронов, Ю. Смирнов.
Группа Мышляева, 5 двоек, совершала тренировочное восхождение по маршруту Б. Гарфа (5Б к. сл.) в рамках подготовки к Чемпионату СССР по альпинизму. При выходе на гребень на северо-восточном контрфорсе Чатына рухнул снежный карниз, сбросив на Чатынское плато три связки альпинистов.
Похоронен на Никольском кладбище в Балашихе под Москвой.

## Память

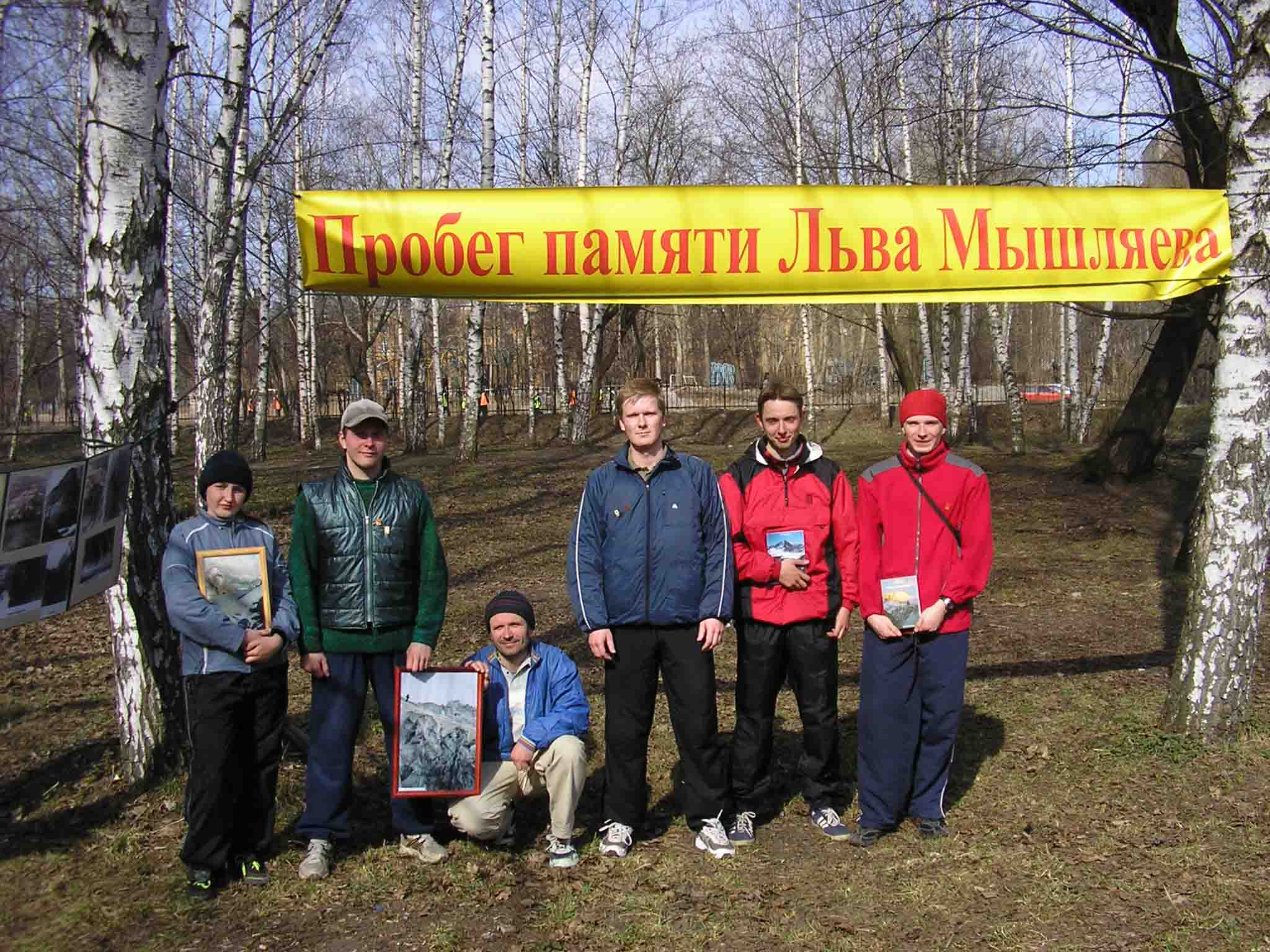
Легкоатлетический пробег памяти Льва Мышляева в Рязани

- 1963 г. — спорткомитет отменил Чемпионат СССР по альпинизму в связи с трагической гибелью команды Л. Мышляева[8].
- 1968 г. — успешное восхождение команды альпинистов спортклуба МВТУ (Э. Мысловский, В. Иванов, А. Овчинников, Глухов) по юго-западной стене пика Коммунизма было посвящено Льву Мышляеву[12].
- В Вязниках станция юных туристов (сейчас Центр дополнительного образования для детей) с 1995 года проводит соревнования по спортивному ориентированию, посвященные памяти Л. В. Мышляева[1].
- С 2006 г. в Рязани регулярно проходит легкоатлетический пробег памяти[8][13][14][15] Льва Мышляева.
- В музее МВТУ имени Н. Э. Баумана Мышляеву посвящён раздел экспозиции.
- В г. Вязники 16 октября 2001 года открылся школьный музей «Чтим и помним»[1].
- В Грузии в музее альпинизма Л. Мышляеву посвящён большой раздел[1].
- Федерация альпинизма России присуждает медаль[8] имени Льва Мышляева. В 2005 г. этой медалью награждены П. Шабалин и И. Тухватуллин за прохождение впервые северной стены Хан-Тенгри в двойке.
- Летом 1996 г. рязанская спортивная группа «Вертикаль» под руководством мастера спорта России Олега Кондракова установила на Чатыне на месте гибели Мышляева памятную табличку[16].
- Именем Мышляева названа вершина[17] (3910 м) на Кавказе в средней части Колотинской «пилы» Северо-восточной ветви Теплинской группы между вершинами Ряжского на севере и Акритова на юге.